# Vasko
Vasko je moško osebno ime.

## Izvor imena
Ime Vasko je različica moškega osebnega imena Vasilij.

## Pogostost imena
Po podatkih Statističnega urada Republike Slovenije je bilo na dan 31. decembra 2007 v Sloveniji število moških oseb z imenom Vasko: 33.

## Osebni praznik
Osebe z imenom Vasko lahko godujejo takrat kot Vasilij.